# Inter Caetera (1456)
La butlla Inter Caetera  va ser atorgada pel papa Calixt III amb data de 13 de març de 1456.

La Creu de l'Orde de Crist.

Aquesta butlla va ser sol·licitada probablement pel rei de Alfons V de Portugal i per l'infant Enric el Navegant, gran mestre de l'Orde de Crist portuguesa.
La butlla en primer lloc confirmava la validesa d'una butlla del papa anterior, la  Romanus pontifex  de 1455, que atorgava al rei de Portugal el control sobre tots els territoris "des dels caps de Bojador i de Nam a través de tota Guinea i més enllà fins a l'extrem meridional". A continuació la butlla atorgava a l'Orde de Crist l'autoritat eclesiàstica en aquests mateixos territoris, cosa que implicava que no es constituirien diòcesi en ells sinó que l'autoritat, normalment exercida pel bisbe, seria exercida per l'Orde.
En aquesta butlla, a l'enumeració dels territoris atorgats a Portugal se li afegeix al final la frase "sense interrupció fins a les índies" ( usque ad Indos ). Aquesta frase és intrigant perquè implica que ja el 1456 els portuguesos preveien poder arribar a l'Índia o a les Índies navegant aquest Atlàntic, trenta anys abans del descobriment oficial del Cap de Bona Esperança.
Aquesta butlla va ser reconfirmada pel papa Sixt IV el 1481 (butlla  aeterni registre ).

## Text original
- En els fitxers Nacionals de Lisboa es troba una còpia oficial de la butlla, amb data de 16 d'agost de 1456.